# Biłewe
Biłewe (ukr. Білеве) – wieś na Ukrainie, w obwodzie chmielnickim, w rejonie zasławskim. W 2001 roku liczyła 652 mieszkańców.